# Strame

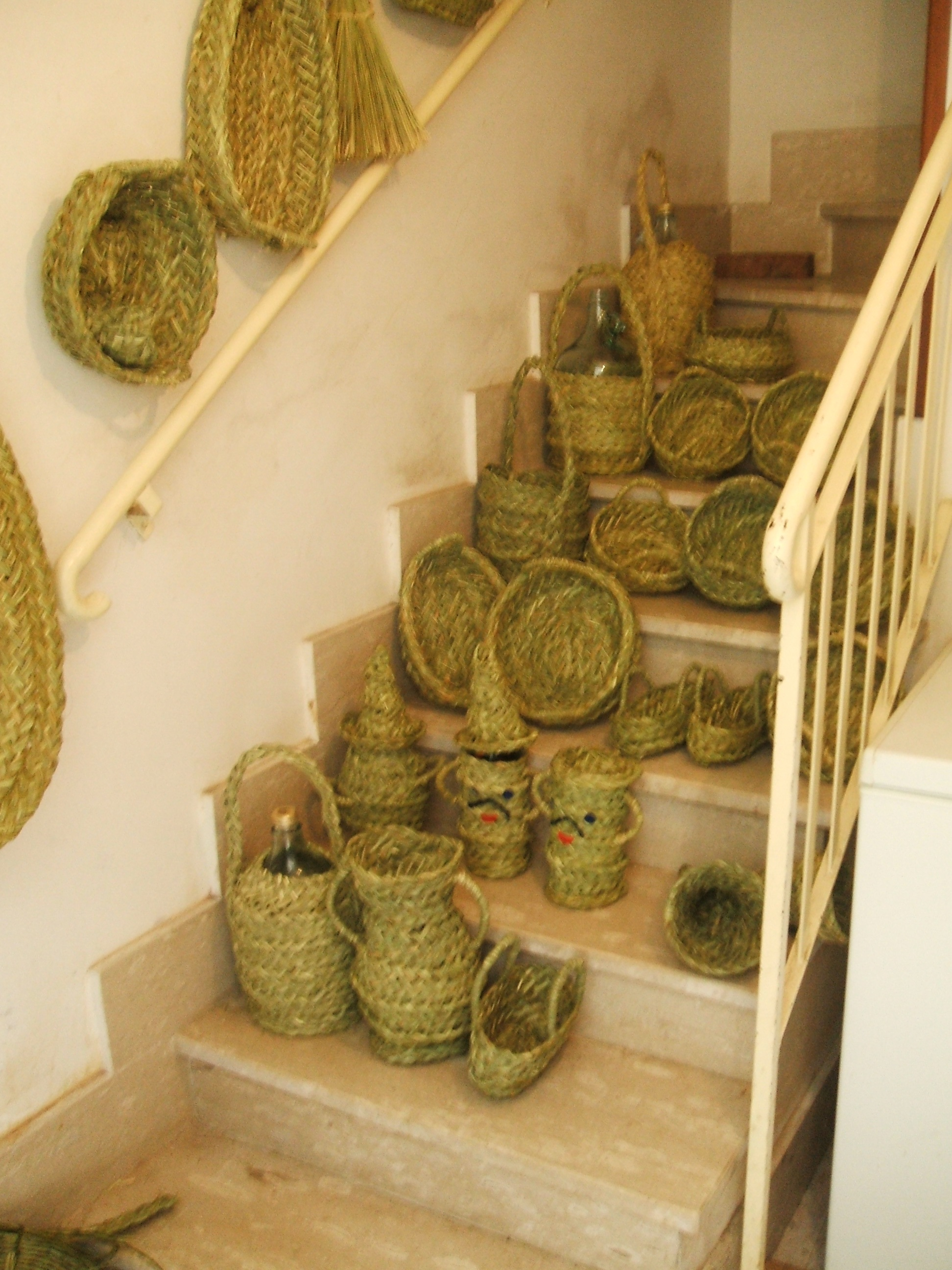
Strame lavorato

Strame (lat. stramen, affine a sternere "distendere" (part. pass. stratus)) è una parola che indica genericamente l'erba falciata e seccata, utilizzabile per diversi scopi. Lo strame è ottenuto come prodotto secondario di diverse colture e da vegetali spontanei.

## Utilizzo
Se lo strame è stoppia, cioè steli del frumento o di altro cereale che restano nel campo dopo la mietitura, tale erba secca viene utilizzata comunemente come foraggio per il bestiame o come loro lettiera. In quest'ultima funzione possono essere utilizzati anche vegetali meno pregiati.
Per la realizzazione di molti oggetti tipici della quotidianità rurale possono essere usati, al pari dello strame, alcuni vegetali che presentano particolari doti meccaniche. L'impiego tipico è, appunto, l'impagliatura delle sedie, la realizzazione di ceste, gerle, borse, vesti per fiaschi, scope e oggetti decorativi di arredamento. La raccolta dello strame, in quest'ultima funzione, è una tradizionale attività di complemento dei lavoratori agricoli.
In passato e ancora oggi in zone del mondo arretrate, lo strame ha avuto la funzione di materiale da costruzione: con esso è possibile realizzare intere capanne o tetti per edifici in legno o muratura.